# William F. McNagny
William Forgy McNagny (* 19. April 1850 in Tallmadge, Ohio; † 24. August 1923 in Columbia City, Indiana) war ein US-amerikanischer Politiker. Zwischen 1893 und 1895 vertrat er den Bundesstaat Indiana im US-Repräsentantenhaus.

## Werdegang
William McNagny besuchte die öffentlichen Schulen im Whitley County, wohin er schon in seiner frühen Jugend gezogen war. Dort ging er auch auf die Springfield Academy. Danach arbeitete er zunächst als Lehrer. Sechs Jahre lang half er seinem Vater bei der Bewirtschaftung von dessen Farm. Zwischen 1868 und 1875 war McNagny für die Pennsylvania Railroad Stationsvorsteher in Larwill. Nach einem anschließenden Jurastudium und seiner 1875 erfolgten Zulassung als Rechtsanwalt begann er, in Columbia City in diesem Beruf zu arbeiten.
Politisch war McNagny Mitglied der Demokratischen Partei. Bei den Kongresswahlen des Jahres 1892 wurde er im zwölften Wahlbezirk von Indiana in das US-Repräsentantenhaus in Washington, D.C. gewählt, wo er am 3. März 1893 die Nachfolge von Charles McClellan antrat. Da er im Jahr 1894 dem Republikaner Jacob D. Leighty unterlag, konnte er bis zum 3. März 1895 nur eine Legislaturperiode im Kongress absolvieren.
Nach seinem Ausscheiden aus dem US-Repräsentantenhaus zog sich McNagny aus der Politik zurück. In den folgenden Jahren praktizierte er wieder als Anwalt in Columbia City, wo er am 24. August 1923 starb.